# Гвоздик, Александр Сергеевич
Алекса́ндр Сергеевич Гвоздик (укр. Олександр Сергійович Гвоздик, род. 15 апреля 1987, Харьков) — украинский боксёр-профессионал, выступавший в полутяжёлой (англ. light heavyweight (175 lb, 79,4 кг)) весовой категории. Бывший чемпион мира по версии WBC (2018—2019).
Чемпион США по версии NABF (2016—2019) в полутяжёлом весе. Бронзовый призёр Олимпийских игр (2012), чемпион Универсиады (2013) в категории до 81 кг. Заслуженный мастер спорта Украины.
Лучшая позиция по рейтингу BoxRec —2-я (май 2019) и является 1-м среди украинских боксёров полутяжёлой весовой категории, а по рейтингам основных международных боксёрских организаций занимает: 3-ю строчку рейтинга WBC и 10-ю строчку рейтинга WBO — входя в ТОП-10 лучших полутяжеловесов всего мира.

## Биография
Окончил Харьковский национальный педагогический университет имени Сковороды. Ныне учится в Национальной юридической академии имени Ярослава Мудрого.
Спортивную карьеру начал в 5 классе с занятий по кикбоксингу. Но после 4 месяцев занятий кикбоксингом перешёл на бокс и первый же свой бой выиграл. В спорт его привел его отец и одноклассник, который и позвал его с собой на кикбоксинг. Своими кумирами по боксу считает своих же коллег и друзей, выделяя при этом Василия Ломаченко.

## Любительская карьера
Участвовал на двух чемпионатах мира 2009 и 2011 годов, где не смог завоевать медалей. На чемпионате 2011 года победил трёх боксёров в первых поединках и получил лицензию, затем проиграл в четвертьфинале россиянину Егору Мехонцеву.
Получив лицензию на участие в Олимпиаде в Лондоне, дошёл до полуфинала в своей весовой категории. В полуфинале проиграл будущему двукратному олимпийскому призеру казахстанцу Адильбеку Ниязымбетову.

### Олимпийские игры 2012
- 1/16 финала — победил Михаила Долголевца (Беларусь)  18  : 10
- 1/8 финала — победил Осмара Браво (Никарагуа)  18  : 6
- 1/4 финала — победил Абдельхафида Бенчабла (Алжир)  19  : 17
- 1/2 финала — проиграл Адильбеку Ниязымбетову (Казахстан) 13 :  13   (по решению судей)

В 2013 году Александр взял золото на Летней Универсиаде в Казани. В полуфинале Гвоздик победил белоруса Михаила Долголевца, а в финале прошёл без боя россиянина Дмитрия Бивола, который не смог выйти на финальный бой из-за травмы.

## Полупрофессиональный бокс
Участвовал во втором сезоне Всемирной серии бокса (WSB) на протяжении 2011—2012 гг., выступая за российскую команду «Динамо Москва». Провёл четыре поединка и все выиграл.
В 2012 году после Олимпиады, вступил в новосозданную украинскую команду «Украинские Атаманы» и принял участие в третьем сезоне Полупрофессиональной лиги бокса. 11 января 2013 года состоялся первый бой с участием Гвоздика в третьем сезоне. Александр победил уверенно по очкам своего соперника в рамках квалификационной встречи команд группы, «Украинских Атаманов» с командой Великобритании, «Британские львиные сердца». 8 февраля победил литовца Виталиюса Сибасиуса, выступающего за итальянскую команду, «Итальянский гром». В полуфинале в тяжёлом бою победил алжирца Абдельхафида Бенчаблу. В финале нокаутировал боксёра из Ирана, Эхсана Рузбахани.

## Профессиональный бокс
В феврале 2014 года отправился в США, и заключил контракт с промоутерской компанией Top Rank. А его менеджером стал Эгис Климас.
9 апреля 2016 года нокаутировал во 2-м раунде бывшего претендента на титул чемпиона мира в полутяжёлом весе француза Наджиба Мохаммеди.
23 июля 2016 года нокаутировал в 6-м раунде бывшего претендента на титул чемпиона мира в полутяжёлом весе американца Томми Карпенси.
19 ноября 2016 года победил бывшего претендента на титул чемпиона мира в полутяжёлом весе малавийца Айзека Чилембу. Гвоздик был активнее и точнее своего соперника. После 8-го раунда Чилемба отказался продолжать бой, сославшись на перелом руки.

### Чемпионский бой с Мехди Амаром
17 марта 2018 года встретился с французом Мехди Амаром в бою за вакантный титул временного чемпиона мира в полутяжёлом весе по версии WBC. Поединок продлился все 12 раундов. Гвоздик выиграл по очкам.

### Чемпионский бой с Адонисом Стивенсоном
В начале поединка Адонис попытался навязать Александру  свой темп. Два первых раунда канадский боксер смотрелся лучше украинца. С первых секунд третьего раунда Стивенсон пошел в атаку, пропустив встречный удар от Александра он упал на канвас быстро поднявшись, рефери не открыл счет. В дальнейшем поединок проходил с обоюдно острыми атаками с небольшим перевесом Гвоздика. В первом из трех чемпионских раундов Адонис точным ударом чуть было не отправил Александра в нокдаун, лишь канаты удержали спортсмена от падения, канадский рефери снова не стал отсчитывать секунды, позволив Адонису развить свою атаку, Александр сумел спастись благодаря клинчам. В одиннадцатом раунде  Гвоздик сумел переломить ход поединка, после продолжительной атаки отправив Стивенсона в глубокий нокаут.

### Чемпионский бой с Дуду Нгубму
30 марта 2019 года в Филадельфии Александр Гвоздик провёл первую защиту титула WBC против француза Дуду Нгумбу. Гвоздик доминировал с первых секунд, уверенно перебивая оппонента джебом и периодически выбрасывая короткие серии ударов. Нгумбу ничего не смог противопоставить чемпиону и в концовке пятого раунда отказался продолжать бой, сославшись на травму ноги.

### Бой за объединение титулов с Артуром Бетербиевым
18 октября 2019 года состоялся объединительный бой двух непобеждённых чемпионов в полутяжёлом весе - обладателя титула IBF россиянина Артура Бетербиева и обладателя титула WBC украинца Александра Гвоздика.
Первая половина боя прошла в равной борьбе. Гвоздик много двигался и старался работать с дистанции, Артур же прессинговал и наносил силовые удары. В восьмом раунде Гвоздик заметно устал, а в следующей трёхминутке пропустил множество ударов и был на грани нокаута. В десятом раунде Бетербиев поднажал и трижды отправил оппонента в нокдаун, после чего рефери остановил поединок, зафиксировав победу Артура техническим нокаутом. Александр Гвоздик потерпел первое поражение в карьере и лишился титула WBC в полутяжёлом весе.

## Перерыв и возвращение
9 июня 2020 года объявил о завершении своей боксерской карьеры. Менеджер Гвоздика, Эгис Климас, вместе с украинским промоутером Александром Красюком, сообщили, что причиной решения стало желание спортсмена активно заниматься собственным бизнесом. Гвоздик уже имеет деловые планы, которым он намерен посвятить все свои усилия и энергию.

### Бой с Жозуэ Обандо
11 февраля 2023 году в Помоне (США) состоялся бой с мексиканцем Жозуэ Обандо. Гвоздик одержал победу единодушным решением судей со счетом 60:54 от трёх судей в его пользу. Этот поединок стал первым для Гвоздика после трехлетнего перерыва, проведенного вне ринга.

### Бой с  Ричардом Болотником
6 мая 2023 года в Сапопане (Мексика) состоялся бой с латвийским боксером Ричардом Болотником. В шестом раунде после серии попаданий Гвоздика Болотникс оказался в нокдауне. Также у латвийца появилось рассечение брови. Рефери после отсчета решил приостановить поединок — победа Гвоздика техническим нокаутом.

### Бой с Исааком Родригесом
30 сентября 2023 года провёл бой с бразильцем Исааком Родригесом в Лас-Вегасе (США). Бой начался в неспешном темпе с разведки. Гвоздик ожидаемо был лучше в битве джебов — загнал соперника к канатам. Во 2-м раунде украинец добавил комбинационной работы, пытался поймать апперкотом. Результат боя — победа Гвоздика нокаутом во втором раунде.

### Бой с Энтони Дэвидом Бенавидесом
22 февраля 2024 президент Всемирного боксёрского совета Маурисио Сулейман подтвердил проведение боя между бывшим чемпионом Александром Гвоздиком и непобеждённым американцем Девидом Бенавидесом за титул временного чемпиона WBC в полутяжелом весе. Поединок состоялся 15 июня 2024 года в Лас-Вегасе (США) на Эм-джи-эм Гранд Гарден-арене и стал соглавным событием вечера Джервонта Дэвис —  Фрэнк Мартин. С первых секунд боя Бенавидес контролировал ход поединка. У него получилось навязать свой рисунок боя: работа по корпусу, давление и скорость были за ним. Гвоздик работал вторым номером до 8-го и 9-го раунда где он активизировался выдав солидные раунды, но в самой концовке Бенавидес снова был лучше: 116-112, 117-111 и 119-109.

### Бой сЭнтони Холлоуэем
19 апреля 2025 года в Оушенсайде (США) провёл промежуточный бой в промежуточном весе (взвешивание - 81.4) и нокаутировал джорнимена Энтони Холлоуэйя (9-8-3, 7 КО). Первые два раунда прошли в спокойной разведке, Александр поддавливал и работал на дистанции. В 3-м раунде с дальней Хеллоуэй получил комбинацию левый хук – правый прямой и оказался в нокдауне. Смог встать, но снова пропустив комбинацию левый – правый повис на канатах. Рефери остановил бой. Победа Гвоздика ТКО3.

## Таблица боёв
В таблице перечислены результаты всех поединков боксёров.
В каждой строке указан результат поединка. Дополнительно номер поединка обозначен цветом, который обозначает итог поединка. Расшифровка обозначений и цветов представлена в нижеследующей таблице.
| Пример | Расшифровка                     |
| ------ | ------------------------------- |
|        | Победа                          |
|        | Ничья                           |
|        | Поражение                       |
|        | Планируемый поединок            |
|        | Поединок признан несостоявшимся |
| КО     | Нокаут                          |
| ТКО    | Технический нокаут              |
| PTS    | Решение судей (по очкам)        |
| UD     | Единогласное решение судей      |
| MD     | Решение большинства судей       |
| SD     | Раздельное решение судей        |
| RTD    | Отказ от продолжения боя        |
| DQ     | Дисквалификация                 |
| NC     | Поединок признан несостоявшимся |

| 23 поединков, 21 побед (17 нокаутом), 2 поражение. | 23 поединков, 21 побед (17 нокаутом), 2 поражение. | 23 поединков, 21 побед (17 нокаутом), 2 поражение. | 23 поединков, 21 побед (17 нокаутом), 2 поражение.                  | 23 поединков, 21 побед (17 нокаутом), 2 поражение. | 23 поединков, 21 побед (17 нокаутом), 2 поражение.                                                               |
| Бой                                                | Дата                                               | Соперник                                           | Место проведения                                                    | Результат                                          | Примечание |
| -------------------------------------------------- | -------------------------------------------------- | -------------------------------------------------- | ------------------------------------------------------------------- | -------------------------------------------------- | --- |
| 22                                                 | 16 июня 2024                                       | Дэвид Бенавидес (28-0)                             | MGM Grand Garden Arena, Лас-Вегас, Невада, США                      | UD 12                                              | Бой за титул временного чемпиона WBC (3-я защита Бенавидеса) в полутяжелом весе. Счёт: 116-112, 117-111, 119-109 |
| 21                                                 | 30 сентября 2023                                   | Исаак Родригес (28-4)                              | T-Mobile Arena, Лас-Вегас, Невада, США                              | KO 2 (8), 0:54                                     | |
| 20                                                 | 6 мая 2023                                         | Ричард Болотник (19-6-1)                           | Стадион Акрон, Сапопан, Халиско, Мексика                            | TKO 6 (10) 1:56                                    | |
| 19                                                 | 11 февраля 2023                                    | Жозуэ Обандо (20-34-2)                             | The Derby Room Pomona at Fairplex, Помона, Калифорния, США          | UD 6                                               | Счёт судей: 60-54 (трижды)                                                                                       |
| 18                                                 | 18 октября 2019                                    | Артур Бетербиев (14-0)                             | Liacouras Center, Филадельфия, Пенсильвания, США                    | TKO 10 (12), 2:49                                  | Объединительный бой за титул чемпиона мира по версиям WBC (2-я защита Гвоздика) и IBF (3-я защита Бетербиева).   |
| 17                                                 | 30 марта 2019                                      | Дуду Нгумбу (38-8)                                 | 2300 Arena, Филадельфия, Пенсильвания, США                          | TKO 5 (12), 0:58                                   | Защитил титул чемпиона мира по версии WBC в полутяжёлом весе (1-я защита Гвоздика).                              |
| 16                                                 | 1 декабря 2018                                     | Адонис Стивенсон (29-1-1)                          | Videotron Centre, Квебек, Канада                                    | KO 11 (12), 2:49                                   | Бой за титул чемпиона мира по версии WBC в полутяжёлом весе (10-я защита Стивенсона).                            |
| 15                                                 | 17 марта 2018                                      | Мехди Амар (34-5-2)                                | Madison Square Garden Theater, Нью-Йорк, США                        | UD 12                                              | Завоевал титул временного чемпиона мира по версии WBC в полутяжёлом весе. Счёт: 117-111, 116-112, 118-110.       |
| 14                                                 | 19 августа 2017                                    | Крэйг Бэйкер (17-1)                                | Pinnacle Bank Arena, Линкольн, Небраска, США                        | TKO 6 (10), 2:04                                   | Защитил титулы WBO-NABO (1-я защита) и NABF в полутяжёлом весе (4-я защита).                                     |
| 13                                                 | 8 апреля 2017                                      | Юниески Гонсалес (18-2)                            | MGM National Harbor, Оксон-Хилл, Мэриленд, США                      | TKO 3 (10), 2:55                                   | Завоевал вакантный титул WBO-NABO и защитил титул NABF в полутяжёлом весе (3-я защита Гвоздика).                 |
| 12                                                 | 19 ноября 2016                                     | Айзек Чилемба (24-4-2)                             | T-Mobile Arena, Лас-Вегас, Невада, США                              | RTD 8 (10) 3:00                                    | Защитил титул NABF в полутяжёлом весе (2-я защита Гвоздика).                                                     |
| 11                                                 | 23 июля 2016                                       | Томми Карпенси (26-5-1)                            | MGM Grand, Лас-Вегас, Невада, США                                   | TKO 6 (10) 2:21                                    | Защитил титул NABF в полутяжёлом весе (1-я защита Гвоздика). Гвоздик в нокдауне в 1-м раунде.                    |
| 10                                                 | 9 апреля 2016                                      | Наджиб Мохаммеди (37-4-0)                          | MGM Grand Garden Arena, Лас-Вегас, Невада, США                      | KO 2 (10) 2:06                                     | Завоевал вакантный титул NABF в полутяжёлом весе.                                                                |
| 9                                                  | 13 февраля 2016                                    | Майк Снайдер (9-2-3)                               | Sportsmans Lodge, Studio City, Калифорния, США                      | KO 1 (8) 2:58                                      | Снайдер три раза в нокдауне.                                                                                     |
| 8                                                  | 20 ноября 2015                                     | Клейтон Консейсан (22-7-2)                         | Cosmopolitan of Las Vegas, Chelsea Ballroom, Лас-Вегас, Невада, США | TKO 3 (8) 0:50                                     | |
| 7                                                  | 19 сентября 2015                                   | Франсиско Сиерра (27-8-1)                          | Sportsmans Lodge, Studio City, Калифорния, США                      | RTD 5 (8) 3:00                                     | Сиерра получил рассечение носа во 2-м раунде, глаза в 4-м, рта в 5-м.                                            |
| 6                                                  | 13 июня 2015                                       | Майкл Гбенга (20-20-0)                             | Florentine Gardens, Голливуд, Калифорния, США                       | UD 6                                               | Счёт судей: 60-54 (все).                                                                                         |
| 5                                                  | 24 января 2015                                     | Кори Каммингс (18-7-1)                             | 1stBank Center, Брумфилд, Колорадо, США                             | KO 2 (8) 1:10                                      | |
| 4                                                  | 15 ноября 2014                                     | Отис Гриффин (24-17-2)                             | Alamodome, Сан-Антонио, Техас, США                                  | TKO 6 (8) 1:51                                     | |
| 3                                                  | 20 сентября 2014                                   | Ламонт Уильямс (5-5-1)                             | Celebrity Theatre, Финикс, Аризона, США                             | KO 5 (6) 1:38                                      | |
| 2                                                  | 17 мая 2014                                        | Майкл Гбенга (19-12-0)                             | Selland Arena, MGM Grand Garden Arena, Фресно, Калифорния, США      | UD 6                                               | Счёт судей: 60-54 (все).                                                                                         |
| 1                                                  | 12 апреля 2014                                     | Майк Монтойя (5-2-1)                               | MGM Grand Garden Arena, Лас-Вегас, Невада, США                      | KO 1 (6) 2:55                                      | |
| Бой                                                | Дата                                               | Соперник                                           | Место проведения                                                    | Результат                                          | Примечание |

## Награды
- Орден «За заслуги» II степени (25 августа 2013 года) — за достижение высоких спортивных результатов на XXVII Всемирной летней Универсиаде в Казани, проявленную самоотверженность и волю к победе, повышение международного авторитета Украины[14]
- Орден «За заслуги» III степени (15 августа 2012 года) — за достижение высоких спортивных результатов на ХХХ летних Олимпийских играх в Лондоне, проявленные самоотверженность и волю к победе, повышение международного авторитета Украины[15]
- Почётная грамота Кабинета Министров Украины (17 августа 2012 года) — за весомый личный вклад, в обеспечение успешного выступления национальной сборной команды Украины на XXX летних Олимпийских играх в Лондоне и выдающиеся спортивные достижения[источник не указан 4369 дней].
- Почётный гражданин Харькова (19 июня 2019 года)[16]

## Спортивные достижения

### Любительские
- 2010  Обладатель Кубка Европы.
- 2012  Бронзовый призёр олимпийских игр в Лондоне.
- 2013  Победитель Универсиады.

### Профессиональные региональные
- 2016—н. в.  Чемпион по версии NABF.
- 2017—2018  Чемпион по версии WBO-NABO.

### Профессиональные мировые
- 2018  Временный чемпион мира в полутяжёлом весе по версии WBC.
- 2018—2019  Чемпион мира в полутяжёлом весе по версии WBC.